# Siesta Key
Siesta Key – jednostka osadnicza w Stanach Zjednoczonych, w stanie Floryda, w hrabstwie Sarasota, nad Zatoką Meksykańską. Ważny ośrodek turystyczny.

## Charakterystyka
Znajduje się na wyspie o tej samej nazwie, Siesta Key. Wyspa barierowa o długości ok. 13 km, położona jest równolegle do miasta Sarasota na lądzie stałym. Wyspę z lądem stałym łączą dwa mosty drogowe. Most północny, zapewnia wygodny dostęp do miasta Sarasota, podczas gdy most południowy, zapewnia dostęp do South Sarasota i Interstate Route 75. Plaża Crescent Beach została zgłoszona do World Sand Challenge w 1987 r. i nagrodzona za „najlepszy i najbielszy” piasek na świecie.